# Оперативный план «Тэн»
Оперативный план «Тэн» — японский оперативный план обороны в районе Японских островов, островов Рюкю, Формозы и южного побережья Китая во время Второй мировой войны. Составлен в начале марта 1945 года, заменил собой «Оперативный план „Сё“». Следующим планом, после плана «Тэн», стал «Оперативный план „Кэцу“».

## Предыстория
После занятия Филиппин американскими войсками и строительством там авиабаз, был завершен окончательный разрыв между Японской метрополией и её колониями, которые для неё были важны, так как оттуда поставлялись ресурсы. Японское командование предполагало, что следующее нападение войск США будет на острова Рюкю. В начале марта 1945 года японским командованием был составлен план «Тэн», по которому оборона должна вестись в районе Японских островов, островов Рюкю, Формозу и южного побережья Китая. Организацию «решающего сражения» этот план не предполагал, так как к тому времени японский флот был почти полностью уничтожен, а авиация сокращена до такой степени, что организовать такое сражение с большими шансами на победу Японии не представлялось возможным.
Для облегчения подготовки японских войск к обороне, план «Тэн» был разбит на 4 подплана:
- Тэн № 1 — район Рюкю — Формоза
- Тэн № 2 — Формоза
- Тэн № 3 — район Формоза и восточное и южное побережье Китая
- Тэн № 4 — район острова Хайнань и районы к западу от него

## Цели и задачи

### Цели
Оперативные цели, предусмотренные планом, сводились к следующему.
1. Удерживать район островов Рюкю — Формоза — Шанхай.
2. При условии, что создастся катастрофическое положение, нанести противнику как можно больший урон. Задерживать создание противником авиабаз.
3. Продолжать приготовления, для отражения атаки противника на Японские острова.

### Задачи
Задач, предусмотренных планом, было 5.
1. Объединить и развернуть основную часть армейской и морской авиации в районе острова Кюсю — островов Рюкю.
2. Использовать основную часть этих воздушных сил для специальных атак[2].
3. Уничтожать силы противника с помощью авиации. Особое внимание обратить на авианосцы противника.
4. При благоприятном стечении обстоятельств, разрешается использовать надводные силы флота.
5. Не производить подготовку наземных сил для противодесантных операций.

## Дислокация сил
Дислокация японских сил, предусмотренная планом, должна быть следующая.

### Военно-морские силы
| Район дислокации         | Силы японцев |
| ------------------------ | --- |
| Внутреннее Японское море | 1 и 3-я дивизия линейных кораблей, 1 и 4-я дивизий авианосцев, 3 эскадр эскадренных миноносца и около 30 подводных лодок и нескольких крейсеров |

### Военно-воздушные силы
| Район дислокации                | Силы японцев                                                         |
| ------------------------------- | -------------------------------------------------------------------- |
| Японские острова и острова Рюкю | Армейские: 6-я воздушная армия, морские: 3, 5 и 10-й воздушные флоты |
| Формоза                         | Армейские: 8-я воздушная армия, морские: 1-й воздушный флот          |
| юго-западный район              | Армейские: 3-я воздушная армия, морские: 13-й воздушный флот         |
| Китай                           | 5-я воздушная армия                                                  |